# Даррус
Даррус (англ. Durrus; ирл. Dúras) — деревня в Ирландии, находится в графстве Корк (провинция Манстер).
Раньше, в середине XIX века, Даррус был известен как англ. Four Mile Water, в честь ближайшей реки, и как англ. Carrigboi, от ирландского Carraig Bhuí, «жёлтый камень». Сейчас существует спор о правильном именовании поселения на ирландском языке — Dubh Ros («чёрный мыс») или Dúrras, название, используемое на местных дорожных знаках.

## Демография
Население — 313 человек (по переписи 2006 года). В 2002 году население составляло 283 человек.
Данные переписи 2006 года:
| Общие демографические показатели |               |                               |                               |      |      |
| Всё население                    | Всё население | Изменения населения 2002—2006 | Изменения населения 2002—2006 | 2006 | 2006 |
| 2002                             | 2006          | чел.                          | %                             | муж. | жен. |
| 283                              | 313           | 30                            | 10,6                          | 140  | 173  |